# Saison 19 de Grey's Anatomy
Chronologie
Saison 18 Saison 20
La saison 19 de la série télévisée Grey's Anatomy débute en octobre 2022 et s'achève en mai 2023 sur le réseau américain ABC, avec un total de 20 épisodes.

## Généralités
Le 10 janvier 2022, la dix-neuvième saison a été officiellement commandée à la surprise générale alors que les négociations avec les acteurs originaux : Ellen Pompeo, Chandra Wilson et James Pickens Jr., pour le renouvellement de la série pour une dix-huitième saison s'étaient éternisées jusqu'en mai 2021 et furent compliquées. Ellen Pompeo a signé un nouvel accord avec une augmentation de salaire, passant également du statut de co-productrice exécutive à productrice exécutive. Chandra et James avaient précédemment signé un contrat pluriannuel avant la saison 18.
Kevin McKidd, Kim Raver et Camilla Luddington, seront aussi de retour après avoir négocié en juillet 2020 un allongement de leur contrat d'une durée de 3 ans (soit jusqu'à la fin de la saison 19).
Fin juillet 2022, la série ajoute cinq acteurs à sa distribution principale. Alexis Floyd, Niko Terho, Midori Francis, Adelaide Kane et Harry Shum Jr. rejoignent ainsi la distribution en tant que personnage principal. Il s'agit seulement de la deuxième fois dans la série que des acteurs obtiennent le statut de personnage principal (hors membres originaux de la série) sans être apparu auparavant sous un statut d'invité ou de personnage récurrent. Martin Henderson qui incarnait Nathan Riggs fut le premier dans ce cas de figure. À noter que Floyd, Francis et Kane sont les premières femmes à obtenir le statut de personnage principal sous l'ère de Krista Vernoff, qui reprit les rênes de la série au début de la saison 14. Jusqu'ici la dernière femme qui rejoignit la distribution principale dans la série fut Kelly McCreary incarnant Maggie Pierce lors de la saison 12. De plus, l'ajout de ces cinq acteurs en une fois à la distribution principale est un record dans l'histoire de la série (hors membres originaux). En effet, jusqu'ici le record d'ajout à la distribution principale, en une fois, était de quatre lors de la saison 10 (Camilla Luddington, Gaius Charles, Jerrika Hinton et Tessa Ferrer).
Le 3 août 2022, il a été révélé qu'Ellen Pompeo limitera ses apparitions dans la 19e saison en raison de sa signature pour produire et jouer dans une série limitée de la chaîne Hulu. L'interprète de Meredith Grey devrait apparaître dans huit épisodes au total sur les 22 commandés, cependant elle continuera à effectuer les voix-off des épisodes de la saison et reste productrice exécutive de Grey's Anatomy.
Le 15 août, Kate Walsh a révélé qu'elle était en discussion avancée pour retrouver une nouvelle fois son personnage d'Addison Montgomery au cours de cette saison. Le 7 septembre, son retour est officiellement confirmé. Elle a déclaré sur ce retour :

« Si cela fonctionne, ce sera un scénario incroyable. Je suis super excitée à ce sujet, mais nous verrons j'espère que tout cela se passera. Tout est en cours de discussion. La showrunner Krista Vernoff et moi avons parlé d'un arc [d'histoires] possible pour cette saison pendant quelques épisodes, et ce serait vraiment cool. Nous faisons en quelque sorte des allers-retours avec des idées, et je pense qu'il y a des histoires vraiment puissantes à raconter. Nous verrons donc si tout va de l'avant, ce serait vraiment, vraiment génial. »

— Kate Walsh
Le 18 août, il est annoncé que Scott Speedman qui avait été promu la saison dernière au statut de personnage principal se voit rétrogradé cette saison en devenant un personnage récurrent. Cette diminution du temps de présence de l'interprète de Nick Marsh peut s'expliquer notamment par la présence réduite du personnage de Meredith Grey au cours de cette saison. Cependant, lors de la diffusion du premier épisode, Scott Speedman est toujours crédité en tant que personnage principal et non en tant que personnage récurrent. De plus, il a été révélé que seul le contrat de Kelly McCreary a été renégocié à la fin de la saison précédente, les autres membres de la distribution avait signé auparavant un contrat couvrant au minimum les saisons 18 et 19. L'actrice annonce son départ quelque temps après, son personnage quittera la série au cours de la mi-saison. De nouveaux contrats et de nouvelles négociations auront lieu en mai prochain avec l'ensemble de la distribution pour la vingtième saison.
La saison 19 commence sa diffusion le 6 octobre 2022 aux États-Unis sur le réseau ABC.

## Intrigues
À la suite du final de la saison 18 correspondant au 400e épisode de la série, le sort de nombreux personnages est laissé en suspens :
- Miranda Bailey (Chandra Wilson) : à la suite de la fermeture du programme d'enseignement, elle démissionne de son poste de chef.
- Owen Hunt (Kevin McKidd) et Teddy Altman (Kim Raver) : ils décident de fuir Seattle avec leurs deux enfants afin d’éviter la prison après les agissements d'Owen qui aidait illégalement les anciens vétérans à mourir par suicide assisté.
- Nick Marsh (Scott Speedman) : Meredith presse Nick de repartir au Minnesota après qu'elle a choisi de rester à Seattle.
- Levi Schmitt (Jake Borelli), Taryn Helm (Jaicy Elliot), Xander Perez (Zaiver Sinnett) et Mabel Tsang (Sylvia Kwan) : à la suite de la fermeture du programme d'enseignement du Grey Sloan, les résidents se retrouvent sur un potentiel départ de l'hôpital qui ne peut plus les former.
- Richard Webber (James Pickens Jr.) : il prend un congé sabbatique pour partir voir les pyramides d'Égypte avec Catherine Fox.

## Distribution

### Acteurs principaux
- Ellen Pompeo (VF : Céline Mauge) : Dr Meredith Grey (19/20 en voix off, 8/20 à l'écran )
- Chandra Wilson (VF : Zaïra Benbadis) : Dr Miranda Warren (20/20)
- James Pickens Jr. (VF : Saïd Amadis) : Dr Richard Webber (20/20)
- Kevin McKidd (VF : Alexis Victor) : Dr Owen Hunt (19/20)
- Camilla Luddington (VF : Marie-Eugénie Maréchal) : Dr Josephine « Jo » Wilson (19/20)
- Caterina Scorsone (VF : Élisabeth Ventura) : Dr Amelia Shepherd (20/20)
- Kelly McCreary (VF : Diane Dassigny) : Dr Maggie Ndugu (16/20)
- Kim Raver (VF : Juliette Degenne) : Dr Teddy Hunt (19/20)
- Jake Borelli (VF : Arnaud Laurent) : Dr Levi Schmitt (19/20)
- Chris Carmack (VF : Marc Arnaud) : Dr Atticus « Link » Lincoln (19/20)
- Anthony Hill (VF : Stanislas Forlani) : Dr Winston Ndugu (18/20)
- Scott Speedman (VF : Jean-Pierre Michaël) : Dr Nick Marsh (11/20)
- Alexis Floyd (VF : Aurélie Konaté) : Dr Simone Griffith (20/20)
- Harry Shum Jr. (VF : Julien Rampon-Lamard) : Dr Benson « Blue » Kwan (20/20)
- Adelaide Kane (VF : Jessica Monceau) : Dr Jules Millin (20/20)
- Midori Francis (VF : Célia Asensio) : Dr Mika Yasuda (20/20)
- Niko Terho (VF : Pascal Nowak) : Dr Lucas Adams (20/20)

### Acteurs récurrents
- Debbie Allen (VF : Dominique Westberg) : Dr Catherine Fox (6 épisodes)
- Kate Walsh (VF : Anne Deleuze) : Dr Addison Forbes-Montgomery
- Aniela Gumbs (VF : Kaycie Chase) : Zola Grey Shepherd
- Jaicy Elliot (VF : Diane Kristanek) : Dr Taryn Helm
- Jason George (VF : Denis Laustriat) : Ben Warren
- William Martinez (VF : Raphaël Cohen) : Trey
- Calvin Seabrooks (VF : Benjamin Lhommas) : Carlos Garcia
- Stefania Spampinato (VF : Audrey Sourdive) : Dr Carina DeLuca
- Samuel Page (VF : Mario Bastelica) : Sam Sutton

### Invités
- Jesse Williams (VF : Rémi Caillebot) : Dr Jackson Avery
- Greg Germann (VF : Pierre Tessier) : Dr Tom Koracick
- Penelope Kapudija : Harriet Kepner-Avery

### Invités deGrey's Anatomy: Station 19
- Jaina Lee Ortiz (VF : Stéphanie Hédin) : Andrea « Andy » Herrera
- Boris Kodjoe (VF : Daniel Lobé) : Robert Sullivan
- Carlos Miranda (VF : Julien Allouf) : Theo Ruiz
- Danielle Savre (VF : Ariane Aggiage) : Maya Bishop
- Barrett Doss (en) (VF : Déborah Claude) : Victoria « Vic » Hughes

## Épisodes

### Épisode 1:Erreur de débutant
- États-Unis /  Canada : 6 octobre 2022 sur ABC / CTV
- Belgique : 21 avril 2023 sur RTL Plug
- Suisse : 23 avril 2023 sur RTS 1
- France : 26 avril 2023 sur TF1

- États-Unis : 3,80 millions de téléspectateurs (première diffusion)

- Julie Carmen (Sarah Martinez)
- Kerry O'Malley (Jane Collins)
- Kenneisha Thompson (Ms. Milton)
- Michael Canetty (Dr Shagrin)
- Cortés Alexander (Howard Jones)
- Ho-Kwan Tse (Mari d'Howard)

- Cet épisode marque la 400e apparition d'Ellen Pompeo dans le rôle de Meredith Grey dans l'univers de Grey's Anatomy comprenant la série mère et Station 19.
- Cet épisode bat le record du nombre de personnages principaux. Il s'agit de la plus grande distribution principale depuis le début de la série, avec 17 personnages principaux.
- La lecture du scénario a eu lieu le 28 juillet 2022.
- Le tournage de l'épisode a commencé le 3 août 2022.

### Épisode 2:Comme on se retrouve
- États-Unis /  Canada : 13 octobre 2022 sur ABC / CTV
- Belgique : 21 avril 2023 sur RTL Plug
- Suisse : 23 avril 2023 sur RTS 1
- France : 26 avril 2023 sur TF1

- États-Unis : 3,27 millions de téléspectateurs (première diffusion)

- Aniela Gumbs (Zola Grey Shepherd)
- Jaicy Elliot (Dr Taryn Helm)
- Marla Gibbs (Joyce Ward)
- Artemis Pebdani (Sharon Peters)
- Todd Robert Anderson (Harold Peters)
- Nolan Gould (Chase Sams)
- Coy Stewart (L'ami de Chase)

- Cet épisode marque la première fois que la boutique souvenirs de l'hôpital est montrée à l'écran.

### Épisode 3:Un sujet croustillant
- États-Unis /  Canada : 20 octobre 2022 sur ABC / CTV
- Belgique : 28 avril 2023 sur RTL Plug
- Suisse : 30 avril 2023 sur RTS 1
- France : 3 mai 2023 sur TF1

- Kate Walsh (Dr Addison Forbes Montgomery)
- E.R. Fightmaster (Dr Kai Bartley)
- Marla Gibbs (Joyce Ward)

- Kate Walsh reprend son rôle du Dr Addison Forbes Montgomery après être apparue dans 3 épisodes la saison dernière.
- Bien que le sexe soit l'un des points marquants de la série, il s'agit de la première fois de l'histoire de la série qu'un épisode ait dans son titre original le mot "sexe".

### Épisode 4:La Chasse aux démons
- États-Unis /  Canada : 27 octobre 2022 sur ABC / CTV
- Belgique : 28 avril 2023 sur RTL Plug
- Suisse : 30 avril 2023 sur RTS 1
- France : 3 mai 2023 sur TF1

- Jason George : Ben Warren
- Jaicy Elliot (Dr Taryn Helm)

### Épisode 5:Dépasser les limites
- États-Unis /  Canada : 3 novembre 2022 sur ABC / CTV
- Belgique : 5 mai 2023 sur RTL Plug
- Suisse : 30 avril 2023 sur RTS 1
- France : 10 mai 2023 sur TF1

- Kate Walsh (Dr Addison Forbes-Montgomery)
- Jesse Williams (Dr Jackson Avery)
- Debbie Allen (Dr Catherine Fox)
- Greg Germann (Dr Tom Koracick)

- Bien que crédité les acteurs Kevin McKidd, Camilla Luddington, Kelly McCreary, Kim Raver, Jake Borelli, Chris Carmack, Anthony Hill et Scott Speedman n'apparaissent pas dans cet épisode.

### Épisode 6:De l'électricité dans l'air
- États-Unis /  Canada : 10 novembre 2022 sur ABC / CTV
- Belgique : 5 mai 2023 sur RTL Plug
- Suisse : 7 mai 2023 sur RTS 1
- France : 10 mai 2023 sur TF1

- Jaina Lee Ortiz : Andrea « Andy » Herrera
- Jason George : Ben Warren
- Boris Kodjoe : Robert Sullivan
- Stefania Spampinato : Carina DeLuca
- Carlos Miranda (en) : Theo Ruiz

### Épisode 7:Pot de départ
- États-Unis /  Canada : 23 février 2023 sur ABC / CTV
- Belgique : 12 mai 2023 sur RTL Plug
- Suisse : 14 mai 2023 sur RTS 1
- France : 17 mai 2023 sur TF1

- Jaicy Elliot (Dr Taryn Helm)

### Épisode 8:Les Colocs
- États-Unis /  Canada : 2 mars 2023 sur ABC / CTV
- Belgique : 12 mai 2023 sur RTL Plug
- Suisse : 7 mai 2023 sur RTS 1
- France : 17 mai 2023 sur TF1

- Ellen Pompeo est uniquement présente en tant que voix off dans cet épisode.

### Épisode 9:Les Liens sacrés
- États-Unis /  Canada : 9 mars 2023 sur ABC / CTV
- Belgique : 19 mai 2023 sur RTL Plug
- Suisse : 21 mai 2023 sur RTS 1
- France : 24 mai 2023 sur TF1

- Jason George : Ben Warren
- Jaicy Elliot (Dr Taryn Helm)

- Ellen Pompeo est uniquement présente en tant que voix off dans cet épisode

### Épisode 10:Bienvenue au club
- États-Unis /  Canada : 16 mars 2023 sur ABC / CTV
- Belgique : 19 mai 2023 sur RTL Plug
- Suisse : 21 mai 2023 sur RTS 1
- France : 24 mai 2023 sur TF1

- Debbie Allen (Dr Catherine Fox)

- Ellen Pompeo est uniquement présente en tant que voix off dans cet épisode.

### Épisode 11:Gestion de crise
- États-Unis /  Canada : 23 mars 2023 sur ABC / CTV
- Belgique : 26 mai 2023 sur RTL Plug
- Suisse : 28 mai 2023 sur RTS 1
- France : 31 mai 2023 sur TF1

- États-Unis : 3,36 millions de téléspectateurs (première diffusion)

- Kate Walsh (Dr Addison Forbes-Montgomery)
- Stefania Spampinato (Dr Carina DeLuca)

- Ellen Pompeo est uniquement présente en tant que voix off dans cet épisode.

### Épisode 12:Garder le cap
- États-Unis /  Canada : 30 mars 2023 sur ABC / CTV
- Belgique : 26 mai 2023 sur RTL Plug
- Suisse : 28 mai 2023 sur RTS 1
- France : 31 mai 2023 sur TF1

- Kate Walsh : Dr Addison Forbes-Montgomery
- Jason George : Ben Warren
- Danielle Savre : Maya Bishop
- Stefania Spampinato : Carina DeLuca

- Ellen Pompeo est uniquement présente en tant que voix off dans cet épisode.

### Épisode 13:Mauvaise chute
- États-Unis /  Canada : 6 avril 2023 sur ABC / CTV
- Belgique : 2 juin 2023 sur RTL Plug
- Suisse : 4 juin 2023 sur RTS 1
- France : 7 juin 2023 sur TF1

- Jason George : Ben Warren
- Jaicy Elliot (Dr Taryn Helm)

- Ellen Pompeo est uniquement présente en tant que voix off dans cet épisode.

### Épisode 14:Rien que toi et moi
- États-Unis /  Canada : 13 avril 2023 sur ABC / CTV
- Belgique : 2 juin 2023 sur RTL Plug
- Suisse : 4 juin 2023 sur RTS 1
- France : 7 juin 2023 sur TF1

- Jason George : Ben Warren
- E.R. Fightmaster : Dr Kai Bartley

- Ellen Pompeo est uniquement présente en tant que voix off dans cet épisode.

### Épisode 15:Caractères héréditaires
- États-Unis /  Canada : 13 avril 2023 sur ABC / CTV
- Belgique : 9 juin 2023 sur RTL Plug
- Suisse : 11 juin 2023 sur RTS 1
- France : 14 juin 2023 sur TF1

- Debbie Allen (Dr Catherine Fox)
- Kate Burton  (Dr Ellis Grey)
- E.R. Fightmaster (Dr Kai Bartley)

- Maggie Pierce fait la voix off dans cet épisode.
- Bien que crédité l'actrice Ellen Pompeo n'apparaît pas dans cet épisode.

### Épisode 16:Un sentiment d'abandon
- États-Unis /  Canada : 20 avril 2023 sur ABC / CTV
- Belgique : 9 juin 2023 sur RTL Plug
- Suisse : 11 juin 2023 sur RTS 1
- France : 14 juin 2023 sur TF1

- Kate Walsh : Dr Addison Forbes-Montgomery
- Jason George : Ben Warren
- Barrett Doss (en) : Victoria Hughes
- Danielle Savre : Maya Bishop
- Stefania Spampinato : Carina DeLuca
- Jaicy Elliot (Dr Taryn Helm)

- Ellen Pompeo est uniquement présente en tant que voix off dans cet épisode.

### Épisode 17:À vos risques et périls
- États-Unis /  Canada : 4 mai 2023 sur ABC / CTV
- Belgique : 16 juin 2023 sur RTL Plug
- Suisse : 18 juin 2023 sur RTS 1
- France : 21 juin 2023 sur TF1

- Jaicy Elliot (Dr Taryn Helm)

- C'est la première fois que l'audience de la série passe en dessous des 3 millions de téléspectateurs.
- De plus, il s'agit de la pire audience historique de la série.
- Ellen Pompeo est uniquement présente en tant que voix off dans cet épisode.
- Bien que crédité l'actrice Kelly McCreary n'apparaît pas dans cet épisode.

### Épisode 18:Qui ne tente rien...
- États-Unis /  Canada : 11 mai 2023 sur ABC / CTV
- Belgique : 16 juin 2023 sur RTL Plug
- Suisse : 18 juin 2023 sur RTS 1
- France : 21 juin 2023 sur TF1

- États-Unis/ Canada: 2,99 millions de téléspectateurs (première diffusion)

- Jaicy Elliot (Dr Taryn Helm)

- Ellen Pompeo est uniquement présente en tant que voix off dans cet épisode.
- Bien que crédité l'actrice Kelly McCreary n'apparaît pas dans cet épisode.

### Épisode 19:Comme une évidence
- États-Unis /  Canada : 18 mai 2023 sur ABC / CTV
- Belgique : 23 juin 2023 sur RTL Plug
- Suisse : 25 juin 2023 sur RTS 1
- France : 28 juin 2023 sur TF1

- États-Unis/ Canada: 3,02 millions de téléspectateurs (première diffusion)

- Debbie Allen (Dr Catherine Fox)
- Jaicy Elliot (Dr Taryn Helm)

- Ellen Pompeo est uniquement présente en tant que voix off dans cet épisode.
- Bien que crédité l'actrice Kelly McCreary n'apparaît pas dans cet épisode.

### Épisode 20:Et ils vécurent heureux?
- États-Unis /  Canada : 18 mai 2023 sur ABC / CTV
- Belgique : 23 juin 2023 sur RTL Plug
- Suisse : 25 juin 2023 sur RTS 1
- France : 28 juin 2023 sur TF1

- États-Unis/ Canada: 3,02 millions de téléspectateurs (première diffusion)

- Debbie Allen (Dr Catherine Fox)
- Jaicy Elliot (Dr Taryn Helm)